# جان غابين
جان غابين، ممثل ومغني فرنسي، ولد في 17 أيار (مايو) 1904، وتوفي في 15 تشرين الثاني (نوفمبر) 1976.

## حياته ومهنته
ولد غابين في باريس، والده فيرديناند مونكورغ ووالدته مادلين بِتيت، وكان والده مضيفاً في مقهى. نشأ وترعرع في قرية ميريل (والتي تعرف الآن بفال دواز والتي تقع على بعد حوالي 22 ميل (35 كم) إلى الشمال من باريس. ترك المدرسة في سن مبكرة وعمل عاملاً حتى سن 19، حيث سنحت له الفرصة في المشاركة بعرض الأعمال بدور صغير. واستمر في أداء الأدوار الثانوية الصغيرة حتى دخل الجيش.
بعد أن أنهى الخدمة العسكرية، عمل غابين في مجال الترفيه في أوبرات وقاعة الموسيقى في باريس، تحت اسم فني هو «جان غابين». وقد كان يقلد اسلوب غناء «موريس شوفالييه». عمل في فرقة جالت أمريكا الجنوبية، لكن بعد عودته إلى فرنسا، وجد عملاً في مولان روج (كباريه في باريس)، حيث بدأ أداؤه يلفت الأنظار، وحصل على أدوار أفضل، قادته إلى الاشتراك في فلمين من أفلام السينما الصامتة عام 1928.
خلال الأعوام الأربع التالية، عمل غابين في أكثر من 12 فيلم، منها أفلام كانت من إخراج موريس تورنر وجاك تورنر. لكن أفضل اعتراف حصل عليه كان في فيلم «ماريا شادلين» عام 1934، وكان ذلك الفيلم من إخراج جوليان دوفيفيير. وقد مثّل دور بطل رومانسي في دراما حرب كانت باسم «لا بانديرا» عام 1936. وقد وضع هذا الفيلم جان غابين على طريق النجومية. في السنة التالية، عمل مع دوفيفيير مرة أخرى في فيلم حقق نجاحاً بعنوان "Pépé le Moko"، كما شارك في العام ذاته في بطولة فيلم ضد الحرب الوهم الكبير، وقد عرض على مسارح نيويورك لمدة ستة أشهر. تبعه فيلم «الوحش الإنسان» وفيلم نوار الفيلم التراجيدي والذي أخذ عن رواية لإميل زولا.
تلقى غابين فيضاً من العروض من هوليوود، كاليفورنيا، لكن غابين تغاضى عنها جميعها حتى اندلاع الحرب العالمية الثانية، إذ رحل غابين إلى الولايات المتحدة بعد الاحتلال الألماني لفرنسا، تابعاً جوليان دوفيفيير. لكن بدايات أفلامه في الولايات المتحدة كفيلم «المنتحل» 1944 لم تكن ناجحة. ويعود سبب فشل أفلامه في الولايات المتحدة إلى شخصيته الصعبة.
انضم غابين لقوات شارل ديغول - قوات فرنسا الحرة بشجاعة، وحصل على الميدالية العسكرية وصليب الحرب لقتاله بشجاعة مع قوات التحالف في شمال أفريقيا. وبعد إنزالات نورماندي كان غابين ضمن الوحدات العسكرية التي دخلت باريس المحررة.
عام 1946، رشّح غابين لبطولة فيلم «بوابات الليل»، لكنه طُرد بسبب سوء سلوكه مرة أخرى. لكنه وجد منتجاً ومخرجاً فرنسياً وافق على العمل معخ ومع مارلين ديتريتش معاً، لكن فيلمهم «مارتين روماغناك» لم يحقق نجاحاً وسرعان ما انتهت علاقتهم.
بعد فشل فيلمه عام 1947 في شباك التذاكر، عاد غابين إلى المسرح، وعلى الرغم من أن الإنتاج عانى من كارثة مالية، لكن غابين شارك في فيلم «أسوار مالاباغا» في الدور الأساسي عام 1949، وقد حاز الفيلم على جائزة جائزة الأوسكار لأفضل فيلم بلغة أجنبية، لكن على الرغم من ذلك إلا أن الفيلم لم يحقق نجاحاً في شباك التذاكر في فرنسا، وقد استمر هذا الفشل للخمس سنوات التالية.

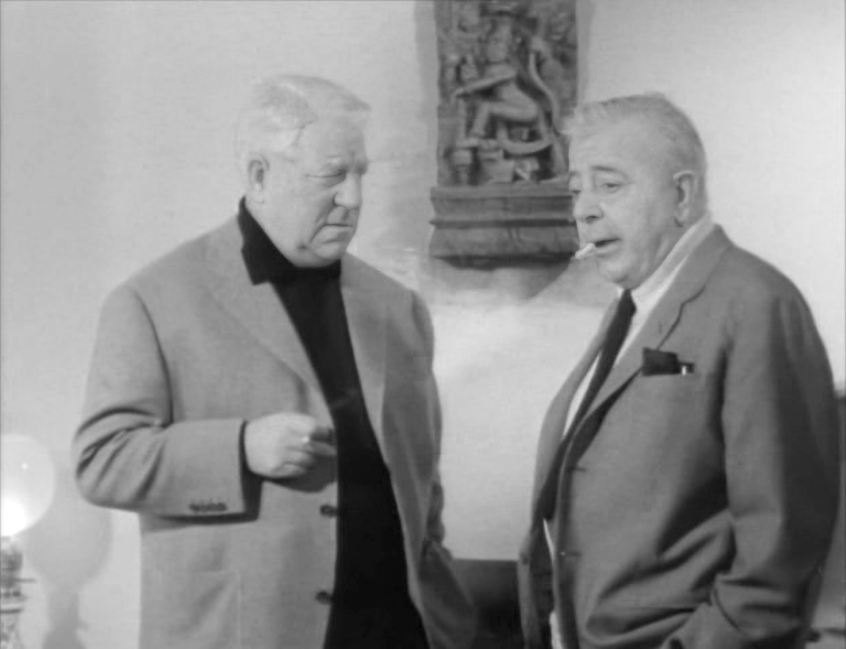
غابين وجاك بريفيت عام 1961.

اختفت شهرة غابين بعد ذلك في غياهب النسيان. لكنه عاد مرة أخرى للأضواء عام 1954 في فيلم (لا تلمس المال المنهوب). أشاد النقاد بأدائه في هذا الفيلم، كما حقق الفيلم نجاحاً مادياً على المستوى العالمي. عمل غابين مرة أخرى بعد ذلك مع جان رينوار في فيلم «كانكان الفرنسي». وخلال العشرين عام التالية، عمل غابين في أكثر من 50 فيلماً، كان معظمها ناجح من ناحية المردود المادي والنقدي.
شاركه بطولة أفلامه عدد من نجوم السينما كبريجيت باردو في فيلم «في حالة وقوع كارثة»، وآلان ديلون في فيلم «عشيرة صقلية» وفيلم «لحن الطابق السفلي» وفيلم «لحن في المدينة» و«جان بول بولموندو» في فيلم «قرد في فصل الشتاء» ولويس دي فنيس في فيلم «موشوم».
توفي غابين نتيجة مرض ابيضاض الدم في المستشفى الأمريكي في باريس التي تقع في ضاحية نويي-سور-سين الباريسية. أحرقت جثته مع كل الأوسمة العسكرية التي استحقها، ونُثر رماده في البحر من سفينة عسكرية.
أعتبر غابين أحد أعظم نجوم السينما الفرنسية، وقد جعل عضواً في جوقة الشرف. كما أقيم متحف باسمه في بلدته مسقط رأسه ميريل يحتوي على تاريخه وأعماله وتذكاراته.

## قائمة مختارة من أفلام غابين
| العام | عنوان الفيلم                | الدور                    | المخرج              | ملاحظات                                                                               |
| ----- | --------------------------- | ------------------------ | ------------------- | ------------------------------------------------------------------------------------- |
| 1934  | ماريا شادلين                | فرانسوا باراديس          | جوليان دوفيفير      | جوائز المجلس الوطني للعروض 1935                                                       |
| 1935  | لا بانديرا                  | بيير غيليث               | جوليان دوفيفير      | مأخوذ عن رواية بيير ماك أورلان لا بانديرا.                                            |
| 1936  | الأعماق السفلى - 1936       | واسكا بيبيل              | جان رينوار          | حاز على جائزة لويس ديلو 1937. عن رواية مكسيم غوركي الأعماق السفلى.                    |
| 1936  | فريق جميل                   | جينوت                    | جوليان دوفيفير      | مع تشارلز فينيل وفيفيان رومانس.                                                       |
| 1937  | بيبي لو موكو                | بيبي                     | جوليان دوفيفير      | مجدد مرتين: الجزائر (فيلم) (1938) والجزائر (1948).                                    |
| 1937  | الوهم الكبير (فيلم)         | الملازم مارشال           | جان رينوار          | جوائز المجلس الوطني للعروض 1938                                                       |
| 1937  | ليدي كيلر (1937)            | لوسيان بوراش             | جان غريميلون        | عن رواية للفرنسي أندريه بوكلير                                                        |
| 1938  | الشعاب المرجانية            | تروت لينارت              | موريس غليز          | مع ميشيل مورغان. عن رواية لجان مارتيت.                                                |
| 1938  | ميناء الظلال                | جان                      | مارسيل كارنيه       | مع ميشيل مورغان وكلود براسيور. جائزة لويس ديلوس 1939                                  |
| 1938  | الوحش الإنسان               | جاك لانتير               | جان رينوار          | عن رواية الوحش الإنسان لإميل زولا.                                                    |
| 1939  | الفجر                       | فرانسوا                  | مارسيل كارنيه       | أعيد أنتاج الفيلم عام 1947 بعنوان الليل الطويل، بطولة هنري فوندا.                     |
| 1941  | المقصورة                    | الكابتن أندريه لورينت    | جان غريميلون        | عن رواية لروجر فيرسيل.                                                                |
| 1942  | مد القمر                    | بوبو                     | آرتشي مايو          | عن رواية لويلارد روبرتسون.                                                            |
| 1946  | غرفة في الطابق العلوي       | مارتين روماناك           | جورج لاكومب         | مع مارلينه ديتريش. عن رواية لبيير-رينيه ولف.                                          |
| 1949  | أسوار مالاباغا              | بيير أريغنون             | رينيه كليمنت        | جائزة الأوسكار لأفضل فيلم بلغة أجنبية 1949                                            |
| 1951  | "آخر إثنتي عشر ساعة له"     | كارلو باتشي              | لويغي زامبا         | العنوان الفرنسي: بحق السماء Pour l'amour du ciel                                      |
| 1952  | حقيقة بيبي دونغ             | فرانسوا دونغ             | هنري ديكوان         | مع دانيال داريو. عن رواية لجورج سيمنون.                                               |
| 1952  | منزل المتعة                 | جوزيف ريفيت              | ماكس أوفولس         | عن ثلاث قصص من قصص غي دو موباسان.                                                     |
| 1952  | لحظة الحقيقة                | بيير ريتشارد             | جان ديلانوي         | إنتاج مشترك فرنسي إيطالي نمساوي                                                       |
| 1954  | لا تلمس المال المنهوب       | ماكس                     | جاك بيكر            | مع جين مورو ولينو فينتورا. عن رواية للكاتب ألبرت سيمونين.                             |
| 1954  | غارة على عصابة تهريب مخدرات | هنري فيريه               | هنري ديكوان         | عن رواية لأوغست لو بريتون                                                             |
| 1955  | نابليون                     | جان لانيس                | ساشا غويتري         |                                                                                       |
| 1955  | كانكان الفرنسي              | هنري دانغلارد            | جان رينوار          | فيلم موسيقي                                                                           |
| 1956  | أشد فتكاً من رجل             | أندريه شاتيلان           | جوليان دوفيفير      | من إنتاج رايموند بورديري وآخرين                                                       |
| 1956  | رحلة عبر باريس              | غراندغيل                 | كلود أوتان-لارا     | مع لويس دي فنيس وبورفيل                                                               |
| 1958  | ميغريت يعد فخاً (فيلم)       | جول ميغريت               | جان ديلانوي         | عن قصة ميغريت الأصلية لجورج سيمنون.                                                   |
| 1958  | البؤساء (فيلم 1958)         | جان فالجان               | جان بول شانوا       | فيلم فرنسي إيطالي ألماني عن رواية لفيكتور هوجو                                        |
| 1959  | الصعلوك العظيم              | أرخميدس                  | جيل غرانغير         | جائزة الدب الفضي لأفضل ممثل في الدورة التاسعة من مهرجان برلين السينمائي الدولي التاسع |
| 1961  | الرئيس (فيلم، 1961)         | إميل بوفورت              | هنري فيرنوي         | مأخوذ من رواية لجورج سيمنون.                                                          |
| 1962  | رجل محترم من إبسوم          | ريتشارد براياند-تشارميري | جيل غرانغير         | ريموند أوليفر شخصيته الحقيقية.                                                        |
| 1962  | أي رقم قد يفوز              | مستر تشارلز              | هنري فيرنوي         | مع آلان ديلون. عن رواية "الانتزاع الكبير" لزقيال ماركو.                               |
| 1962  | قرد في فصل الشتاء           | ألبرت كوينتين            | هنري فيرنوي         | مع جان-بول بلموندو. أخذ عن رواية بنفس الأسم لأنطوان بلوندين.                          |
| 1965  | رعد الإله                   | لندر برازاك              | دينيس دو لا باتييه  | مع ميشيل مرسييه وروبرت حسين.                                                          |
| 1968  | الموشوم                     | Comte Enguerand          | دينيس دو لا باتيلير | ممثل مساعد لويس دي فنيس                                                               |
| 1969  | العشيرة الصقلّية             | فيتوريو ماناليز          | هنري فيرنوي         | مع آلان ديلون ولينو فينتورا. إنيو موريكوني.                                           |
| 1971  | القطة                       | جوليان بوين              | بيير غرانيير دفير   | حصل على جائزة الدب الذهبي لأفضل ممثل في الدورة 21 لمهرجان برلين السينمائي عام 1971.   |
| 1973  | إثنان خارجان على القانون    | جيرمين كازينوف           | خوسيه جيوفاني       | مع آلان ديلون وجيرارد ديبارديو.                                                       |
| 1974  | الحُكم                       | القاضي لوجين             | أندريه كايات        | مع صوفيا لورين. من إنتاج كارلو بونتي.                                                 |

## روابط خارجية
- جان غابين على موقع IMDb (الإنجليزية)
- جان غابين على موقع الموسوعة البريطانية (الإنجليزية)
- جان غابين على موقع روتن توميتوز (الإنجليزية)
- جان غابين على موقع مونزينجر (الألمانية)
- جان غابين على موقع ألو سيني (الفرنسية)
- جان غابين على موقع ميوزك برينز (الإنجليزية)
- جان غابين على موقع أول موفي (الإنجليزية)
- جان غابين على موقع قاعدة بيانات الأفلام السويدية (السويدية)
- جان غابين على موقع إن إن دي بي (الإنجليزية)
- جان غابين على موقع ديسكوغز (الإنجليزية)
- متحف جان غابين في ميريل
- موقع باللغة الإيطالية